# Hanka-tó
A Hanka-tó vagy Hszingkaj-tó (oroszul озеро Ханка, egyszerűsített kínai írással 兴凯湖, hagyományos kínai írással 興凱湖, pinjin átírással Xīngkǎi Hú) nagy tó az orosz-kínai határon, déli, nagyobb része Oroszország Tengermelléki határterületén, északi része Kína Hejlungcsiang tartományában fekszik. Az UNESCO 2007-ben nyilvánította bioszféra-rezervátummá.
Területe 4200 km² (ebből mintegy 3000 km² esik orosz területre), hosszúsága 95, szélessége 70 km, maximális mélysége 10 m, átlagos mélysége 4,5 m. A Hanka-menti síkságon (приханкайской низменности) fekszik (kb. 20 000 km²), partjai nagyrészt mocsarasak. Partvidékén számos kisebb tó található, legjelentősebb ezek közül a Kis-Hanka-tó (Xiaoxiangkai Hu, Malaja Hanka), mely az északi part mentén húzódik 35 km hosszan. A belé ömlő folyók közül a legjelentősebb az Ilisztaja (v. Liefu), a Mo és a Szintuha. Északkelet felé a Szingacsa folyik ki belőle, amely az Usszuriba ömlik. Vizének középhőmérséklete a jégmentes időszakban 14 °C, augusztusban 22 °C. Novembertől áprilisig jég borítja. Környékén rizstermesztés folyik, jelentős tavi halászat. Fontosabb kikötők: Kameny-Ribolov és Turij Rog. A tó egy része természetvédelmi terület (Ханкайский заповедник), melyet 1990-ben alapítottak, központja Szpasszk-Dalnyij. 1996 óta közös orosz-kínai természetvédelmi terület. A bioszféra-rezervátumban 337 madárfajt és 74 halfajt figyeltek meg. Egyik ismert élőhelye a kínai lágyhéjú teknősnek, amely a tó nagy részét körülvevő mocsaras vidék lakója. A védett teknősfaj, a Természetvédelmi Világszövetség (IUCN) vörös listáján a sebezhető kategóriában szerepel.

## Fordítás
Ez a szócikk részben vagy egészben  a   Khanka Lake című angol Wikipédia-szócikk ezen változatának fordításán alapul.  Az eredeti cikk szerkesztőit annak laptörténete sorolja fel. Ez a jelzés csupán a megfogalmazás eredetét és a szerzői jogokat jelzi, nem szolgál a cikkben szereplő információk forrásmegjelöléseként.